# UFC on ESPN: Hall vs. Strickland
UFC on ESPN: Hall vs. Strickland (también conocido como UFC on ESPN 28 y UFC Vegas 33) fue un evento de artes marciales mixtas producido por Ultimate Fighting Championship que tuvo lugar el 31 de julio de 2021 en las instalaciones del UFC Apex en Enterprise, Nevada, parte del área metropolitana de Las Vegas, Estados Unidos.

## Antecedentes
Se esperaba que el combate de peso medio entre Uriah Hall y Sean Strickland tuviera lugar una semana después en UFC 265. Sin embargo, el emparejamiento se trasladó para poder encabezar este evento.
Se esperaba que la exCampeona de Peso Atómico de Invicta FC, Jinh Yu Frey, se enfrentara a la recién llegada, Istela Nunes, pero ésta se vio obligada a retirarse del combate de peso paja femenino por problemas de visa y fue sustituida por Ashley Yoder.
Un combate de peso mosca entre Zarrukh Adashev y Juancamilo Ronderos fue originalmente vinculado a este evento. Sin embargo, Ronderos fue retirado del combate a principios de julio y fue sustituido por Ryan Benoit. Originalmente se esperaba que se enfrentaran dos meses antes en UFC on ESPN: Rodriguez vs. Waterson, pero Benoit no llegó al peso y el combate se canceló por problemas de salud.
Se programó un combate de peso mosca entre el exretador al Campeonato de Peso Mosca de la UFC, Alex Perez y Askar Askarov para el evento. Sin embargo, Askarov se retiró de la pelea a principios de julio debido a una fractura en la mano. Ahora se espera que Perez se enfrente a Matt Schnell cuatro semanas después en UFC on ESPN: Barboza vs. Chikadze. Originalmente se esperaba que se enfrentaran en UFC 262, antes de que Perez se viera obligado a retirarse debido a razones no reveladas.
Para este evento estaba previsto un combate de peso gallo entre Ronnie Lawrence y John Castaneda. Sin embargo, el 18 de julio, Castaneda se retiró del combate y fue sustituido por Trevin Jones. A su vez, el combate se canceló cuando Lawrence no se presentó al pesaje por motivos de salud.
Un combate de peso pluma entre Choi Doo-ho y Danny Chavez fue programado para este evento. Sin embargo, Choi tuvo que abandonar el combate por una lesión y fue sustituido por Kai Kamaka III.
Se espera que en el evento se celebrase un combate de peso pesado entre Shamil Abdurakhimov y Chris Daukaus. La pareja estaba inicialmente programada para enfrentarse una semana antes en UFC on ESPN: Sandhagen vs. Dillashaw, pero el enfrentamiento fue eliminado de esa cartelera el 19 de julio debido a los protocolos de COVID-19 dentro del campamento de Abdurakhimov. Posteriormente, el 26 de julio, el combate fue aplazado de nuevo a un evento futuro por razones desconocidas.
Roman Kopylov tenía previsto enfrentarse a Sam Alvey en un combate de peso medio en este evento. Sin embargo, no pudo obtener la visa a tiempo y el combate se canceló.
También se había programado un combate de peso wélter entre Mounir Lazzez y Niklas Stolze. Sin embargo, Lazzez se retiró unos días antes del evento por problemas de visa y fue sustituido por Jared Gooden. El nuevo combate fue descartado horas antes del evento por razones no reveladas.
En el pesaje, la exCampeona de Peso Mosca Femenino de la UFC, Nicco Montaño (también ganadora de peso mosca de The Ultimate Fighter: A New World Champion) y Philip Rowe no alcanzaron el peso para sus respectivos combates. Montaño pesó 143 libras, siete libras por encima del límite de la división de peso gallo. Su combate contra Wu Yanan fue cancelado debido a la discrepancia de peso. Rowe pesó 173.5 libras, dos libras y media por encima del límite de la división de peso wélter. Se espera que su combate se lleve a cabo con un peso acordado y se le impondrá una multa del 20% de su pago, que irá a parar a su oponente Orion Cosce.
Se esperaba que un combate de peso gallo entre Kang Kyung-ho y Rani Yahya sirviera como evento coprincipal, pero fue cancelado unas horas antes de celebrarse debido a que Yahya dio positivo por COVID-19.

## Resultados
1. ↑  A Kamaka se le descontó un punto en el segundo asalto por un golpe en el ojo y en la ingle.

## Premios de bonificación
Los siguientes luchadorees recibieron bonificaciones de $50000 dólares.
- Pelea de la Noche: Jason Witt vs. Bryan Barberena
- Actuación de la Noche: Cheyanne Buys y Melsik Baghdasaryan